# Таргувек-Мешканьови (станція метро)
52°16′8.9″ пн. ш. 21°3′3.9″ сх. д. / 52.269139° пн. ш. 21.051083° сх. д.
Таргувек-Мешканьови (пол. Targówek Mieszkaniowy) — станція Другої лінії Варшавського метро. Відкрита 15 вересня 2019, у складі черги Двожец Віленьські — Троцка.. Розташована під рогом вулиць Пратулинська та Оссовського, у дільниці Таргувек.
Колонна двопрогінна станція мілкого закладення, з острівною платформою 11 м завширшки і 120 м завдовжки. Оздоблення виконано у відтінках сірого.